# Aidt Kirke
Aidt kirke ligger i Aidt Sogn i det tidligere Houlbjerg Herred i Viborg Amt, nu i Favrskov Kommune i Region Midtjylland.
Apsis, kor og skib er opført i romansk tid af granitkvadre over skråkantsokkel. Apsis har profileret gesims og har bevaret et rundbuevindue mod øst. Begge de oprindelige døre er tilmurede. I den tilmurede norddør ses karmsten med dobbelt tovstav og en tærskelsten. I skibets sydmur ses en sokkelsten med tovstavsprofilering. Den nederste del af tårnet stammer fra et sengotisk tårn, hvis overdel blev nedtaget i 1768, den nuværende overdel stammer fra 1942. Våbenhuset mod vest er opført i 1886, da kirken gennemgik en større istandsættelse. Kirken har i 1200-tallet hørt under klosteret i Tvilum.
Apsis har bevaret sit halvkuppelhvælv, mens kor og skib har flade bjælkelofter. Den runde korbue er bevaret med skråkantede sokkelsten og kragbånd. Altertavlen er et snitværk i højrenæssance fra 1601, og i storfeltet er indsat et maleri fra 1857 af T. M. Jensen. Prædikestolen fra 1659 er skænket af Tim Klausen Salpetersyder, som havde anlagt et salpeterværk i området.
Døbefonten er en gotlandsk kalkstensfont med femtensidet kumme og rund fod.

## Eksterne kilder og henvisninger
- Wikimedia Commons har flere filer relateret til Aidt Kirke
- Aidt Kirke Arkiveret 31. januar 2011 hos  Wayback Machine hos nordenskirker.dk
- Aidt Kirke hos KortTilKirken.dk